# Balaton

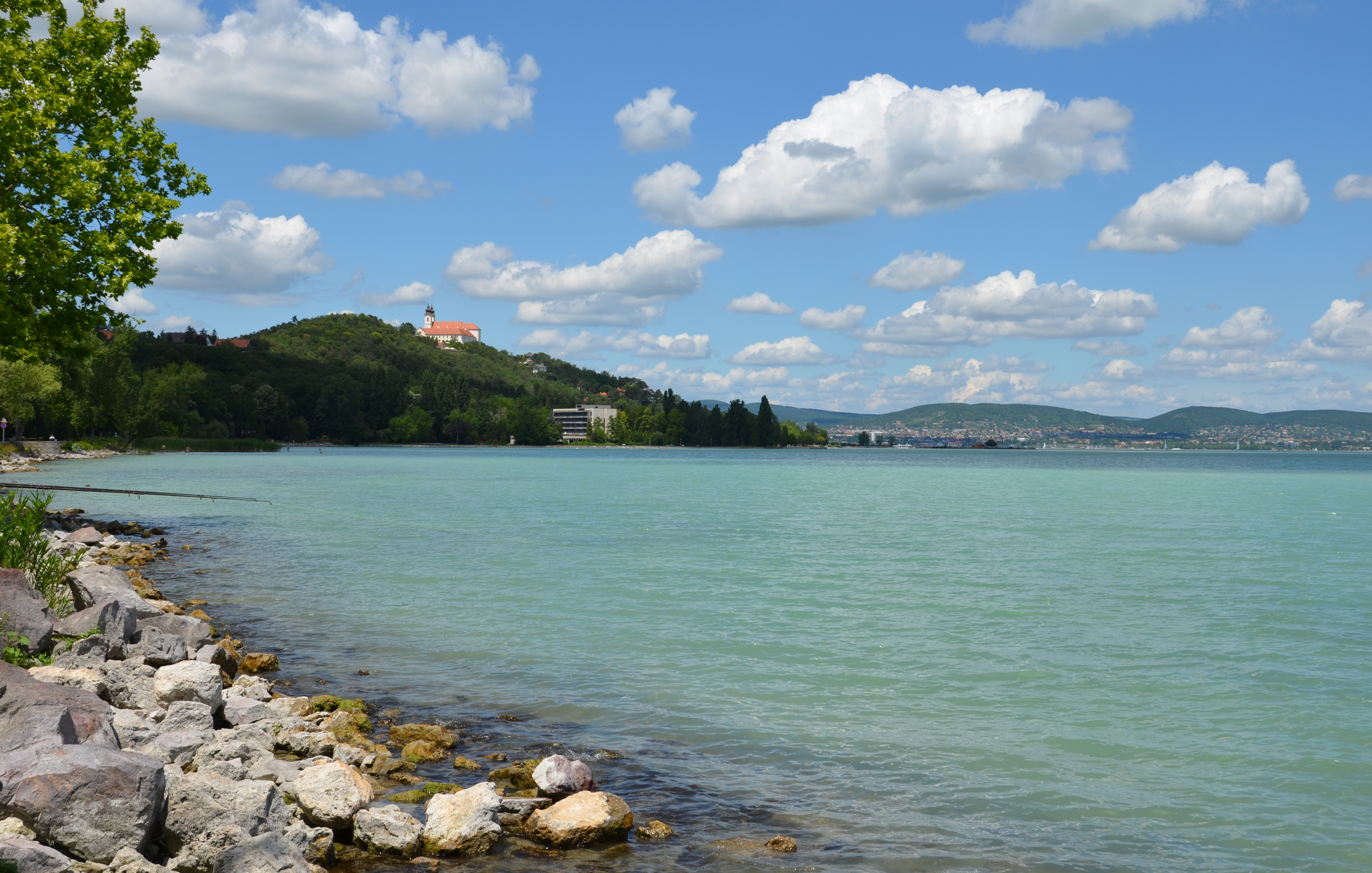
El llac Balaton i la península de Tihany

El llac Balaton és un llac situat a Hongria, uns 80 quilòmetres al sud-oest de Budapest, entre les províncies de Veszprém, al nord, i Somogy, al sud. Es coneix localment com «mar d'Hongria».
És un dels més grans d'Europa amb una superfície de 593 quilòmetres quadrats. Té forma allargada, i arriba, als punts més distants, a 77 quilòmetres de llarg i 14 d'ample. La fondària màxima és d'11 metres, amb una mitjana de tres metres. La major part no és gaire pregona, hi ha zones on es pot córrer centenars de metres llac endins sense perdre peu. Per la poca profunditat, l'estiu l'aigua pot atènyer temperatures fins a 30 °C. Per la mateixa raó, d'hivern es pot gelar, tot i que per l'escalfament global des del 1980, els hiverns on va congelar van minvant.
Al mig del llac hi ha la península de Tihany, on el 1055 es va construir una abadia benedictina que en l'època medieval va ser un bastió davant les invasions dels tàtars que van patir els magiars. La carta fundacional conté les primeres paraules escrites en hongarès.
El 1818, a la badia de Tihany hi havia un ferri, però va ser el 1846 quan el primer vaixell de vapor va entrar al llac. Aleshores, els aristòcrates hongaresos van començar a comprar vaixells a Anglaterra, i a fer competicions de natació i navegació. Es van construir nous ports i els pobles de la vora del llac es van transformar en centres de vacances. Entre d'altres, destaquen Balatonfüred i Siófok.
| «                                              | Tothom m'havia parlat tant i tant de les belleses del llac Balaton que creia que quan el veiés no m'impressionaria gaire. No ha estat així. | » |
| — Ricard Salvat, Diaris (1962-1968), pàgina 43 | |   |